# Моховское сельское поселение (Омская область)
Моховское се́льское поселе́ние — муниципальное образование в Муромцевском районе Омской области России. Административный центр — село Моховой Привал.

## История
Статус и границы сельского поселения установлены Законом Омской области от 30 июля 2004 года № 548-ОЗ «О границах и статусе муниципальных образований Омской области».

## Население
| 2010 | 2011 | 2012 | 2013 | 2014 | 2015 | 2016 |
| ---- | ---- | ---- | ---- | ---- | ---- | ---- |
| 822  | ↘819 | →819 | ↘791 | ↘757 | ↘739 | ↘706 |
| 2017 | 2018 | 2019 | 2020 | 2021 | 2023 |      |
| ↘686 | ↘671 | ↘658 | ↘633 | ↘523 | ↘483 |      |

## Состав сельского поселения
| № | Населённый пункт | Тип населённого пункта       | Население |
| - | ---------------- | ---------------------------- | --------- |
| 1 | Захаровка        | деревня                      | ↘176      |
| 2 | Копьево          | деревня                      | ↘30       |
| 3 | Моховой Привал   | село, административный центр | ↘616      |